# 阴道独白
《阴道独白》（英語：The Vagina Monologues）是美国女作家伊芙·恩斯勒（Eve Ensler）所著的戏剧，1996年由作者本人首演于纽约外百老汇，获1997年奥比奖最佳剧本奖。该剧至今至少已被翻译成50种语言，在140个国家上演过。该剧至少已有5个不同的中文译本。《阴道独白》2004年曾在北京和上海被双双禁演；但几年来，该剧已在中国大陆的至少十所高校被未经授权的学生搬上过舞台。
中国大陆的授权中文首演是2009年3月薪传实验剧团在北京9个剧场的5场公演，由新浪潮戏剧人王翀翻译并导演，至今已在北京、上海、深圳、长沙、杭州、天津演出30余场，全部提前售罄，引起凤凰卫视、《北京青年报》、《青年周末》、《时代周刊》、《侨报》、《南方都市报》、《南方周末》等中美媒体的关注。美国《时代周刊》将中国大陆的首演评价为“一系列的售罄演出，造成轰动。”
磨铁图书有限公司曾经签下王翀译本的版权，但因为无法通过图书审查，至今未能出版。

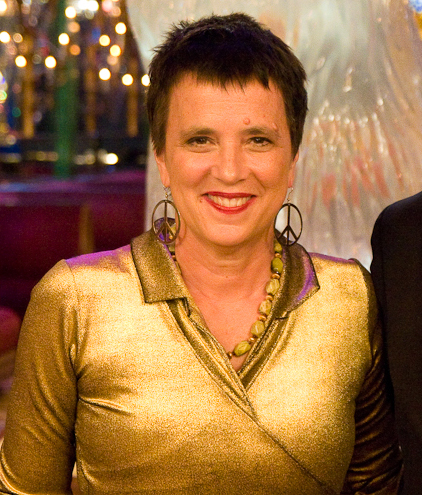
《阴道独白》作者伊芙·恩斯勒，2011

## V日义演
V日义演是《阴道独白》的作者恩斯勒发起的反对对妇女暴力的活动。这个全球性的活动于2010年已经进入了第12个年头，已经筹资超过7000万美元。
《阴道独白》V日义演规则：
1. 演出不得超过3场；
2. 公演（商演）须支付版税；义演则无须向作者支付版税，但必须售票，净收入的十分之一汇往美国总部，由总部调配，剩下十分之九须捐给本地的反对对妇女暴力的组织，筹资是义演的重要目的；唯一的例外是，禁止售票的学校可设建议捐助；
3. 不能以任何方式修改剧本或改变独白顺序，所谓的“本土化”仅仅限于续场结尾时可加入5个以内的当地对阴道的叫法。作者陆续加入了几个新的关于控诉迫害女性的段落，包括慰安妇、墨西哥被奸杀的女性、阿富汗被残害的女性等等，这些段落只能有选择性的替换原版中的个别段落，须保证演出长度在90分钟以内，并且规定演出不得设中场休息；
4. 演员不可以领取报酬，但技术人员、制作人、导演可以；
5. 至少由三位女演员进行表演，演员数没有上限，但必须全为女性(包含跨性別女性)，V日义演必须团结所有希望参与的女性或男性人士，不参加表演的人可以投入制作、宣传等环节；
6. 美国的演出必须在1月至4月进行，其它国家不受限制。

## 出版品
《陰道獨白》，2014年，繁體中文版由心靈工坊出版，ISBN 978-986-357-010-3

## 相关爭議
2013年11月7日，北京外國語大學17名女生為了宣傳《阴道独白》在校園演出，在人人網上發布一組持牌照片，牌子上寫着“我的陰道說：我要自由”等以“我的陰道說”開頭的文字，引发中國社交網站上热烈讨论。